# Усть-Каменогорська ТЕЦ
Усть-Каменогорська ТЕЦ — теплова електростанція на сході Казахстану.
Підготовчі роботи до будівництва ТЕЦ, яка мала обслуговувати цинковий завод, почались в 1939 році. Проект посувався повільно й дещо активізувався лише в 1942-му, коли в Усть-Каменогорськ прибуло евакуйоване обладнання цинкового заводу з Північного Кавказу. Втім, у підсумку пуск ТЕЦ стався в 1947 році одночасно з Усть-Каменогорським цинковим комбінатом. Перша черга електростанції мала по одному паровому котлу виробництва компаній Riley Stoker та Stalker Corporation (обидві — США) та двох парових турбін Westinghouse потужністю по 4 МВт.
В 1951-му завершили будівництво другої черги, яка мала два парові котли та три турбогенераторні комплекти потужністю по 9 МВт від англійської компанії Metropolitan-Vickers.
На 1952—1953 роки припав запуск третьої черги у складі трьох котлів продуктивністю по 75 тонн пари на годину від Барнаульського котельного заводу (станційні номери 5 — 7), двох турбін Кіровського заводу потужністю по 8 МВт (станційні номери 6 та 7) та двох генераторів від Електросили (генератори були розраховані на максимальне навантаження у 12 МВт).
Подальший розвиток станції відбувався шляхом встановлення турбін від Уральського турбомоторного заводу — типу Т-25-29/1,2 потужністю 25 МВт (1954 рік, станційний номер 8), типу Р-38-130/34 потужністю 38 МВт (1967, станційний номер 9), типу Т-50-130 з показником у 50 МВТ (1966, станційний номер 10) та типу Т-100-130 потужністю 100 МВт (1970, станційний номер 11).  Їх роботу забезпечували два парові котли від Барнаульского котельного заводу — три того ж типу, що й встановлені в межах третьої черги (станційні номери 8 — 10) та чотири з продуктивністю по 320 тонн пари на годину, запущені в 1966—1970 роках (станційні номери 11 — 14).
Крім того, в 1959 році турбіну № 4 з якихось причин замінили на Р-3,5-29/7 від Калузького турбінного заводу потужністю лише 4 МВт.
В 1991-му котельне господарство доповнили котлом продуктивністю 500 тонн пари на годину.
У 2013-му провели модернізацію турбіни № 11 зі збільшенням її показника зі 100 МВт до 120 МВт, а у 2016 році ввели в дію нову турбіну потужністю 120 МВт, постачену китайською Dongfang.
Станом на 2022 рік за станцією продовжувало рахуватись 8 турбін (номери 4 та 6 — 12) загальною потужністю 372,5 МВт та 9 котлів.
Окрім виробництва електроенергії ТЕЦ може видавати теплову енергію в обсягах 860 Гкал/год. Головними споживачами останньої є Усть-Каменогорський металургійний завод, Ульбінський металургійний завод та теплові мережі міста Оскемен (раніше було відоме як Усть-Каменогорськ).
Як паливо ТЕЦ споживає кам'яне вугілля, поставки якого наразі відбуваються переважно з розрізу Каражира (відкритий на території колишнього Семипалатинського ядерного полігону) та буре вугілля Майкубенського басейну.
Видалення продуктів згоряння відбувається через димар № 3 висотою 185 метрів. Димар № 1 висотою 100 метрів виконує функцію резервного, а димар № 2 також заввишки 100 метрів виведений з експлуатації.
З 1997-го станція належала американській корпорації AES, яка в 2017-му продала її місцевій компанії «Ordabasy Group».